# Ruschia staminodiosa
Ruschia staminodiosa är en isörtsväxtart som beskrevs av L. Bol. Ruschia staminodiosa ingår i släktet Ruschia och familjen isörtsväxter. Inga underarter finns listade i Catalogue of Life.